# Connettori audio/video
Apparecchi in grado di visualizzare immagini o riprodurre suoni possono essere collegati tra loro mediante vari tipi di connettori audio/video.

## Prese
Su tali apparecchi sono presenti delle prese (chiamate anche "porte") di vario tipo, alle quali vanno collegati opportuni cavi in grado di trasportare i segnali audio/video da un apparecchio all'altro.
Quando una porta è utilizzata per inviare il segnale dall'apparecchio A all'apparecchio B, tale porta sarà definita uscita; la porta corrispondente nell'apparecchio B, in cui verrà connesso il cavo proveniente dall'uscita di A, sarà detta entrata o ingresso.
Alcune particolari prese (come la SCART) possono essere sia ingressi che uscite a seconda del tipo di cavo che vi viene collegato, mentre altre (come ad esempio gli spinotti RCA o BNC) possono essere soltanto entrate o soltanto uscite.
È possibile sapere se la porta posta su un apparecchio è un ingresso o un'uscita osservando il simbolo eventualmente presente accanto ad esso:
Di seguito sono citati i tipi più diffusi di connettori.

## Tipi di connettori video

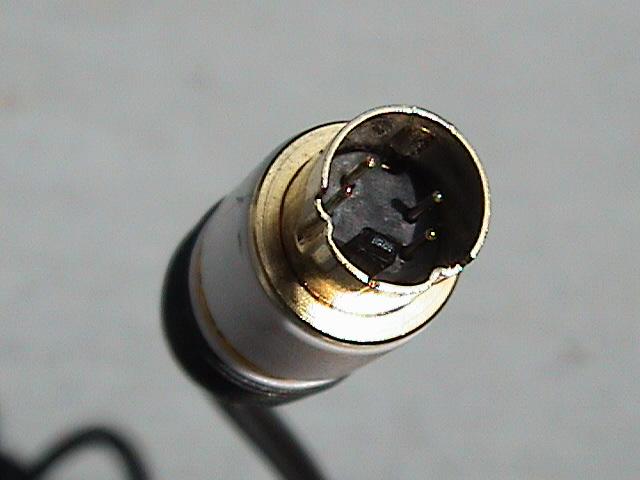
S-Video
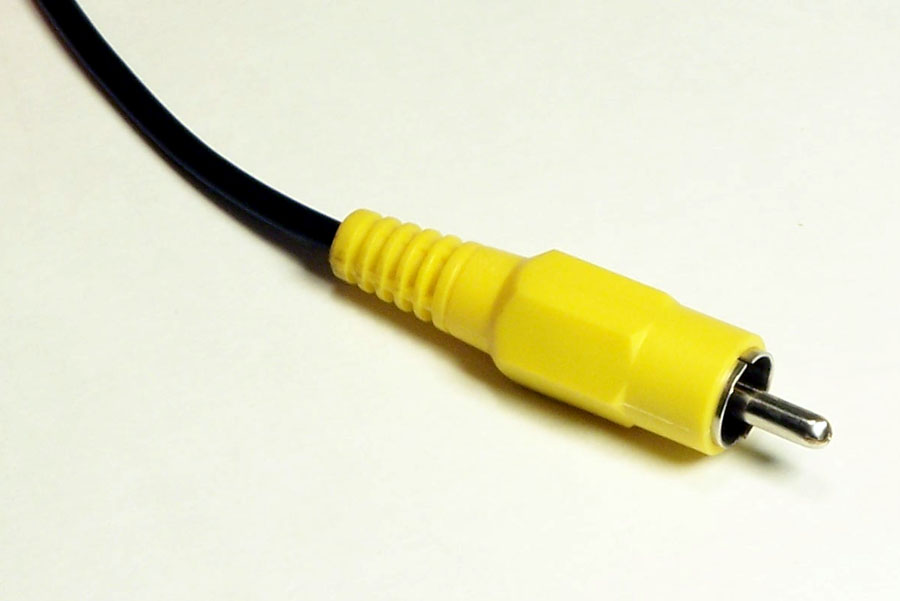
video composito
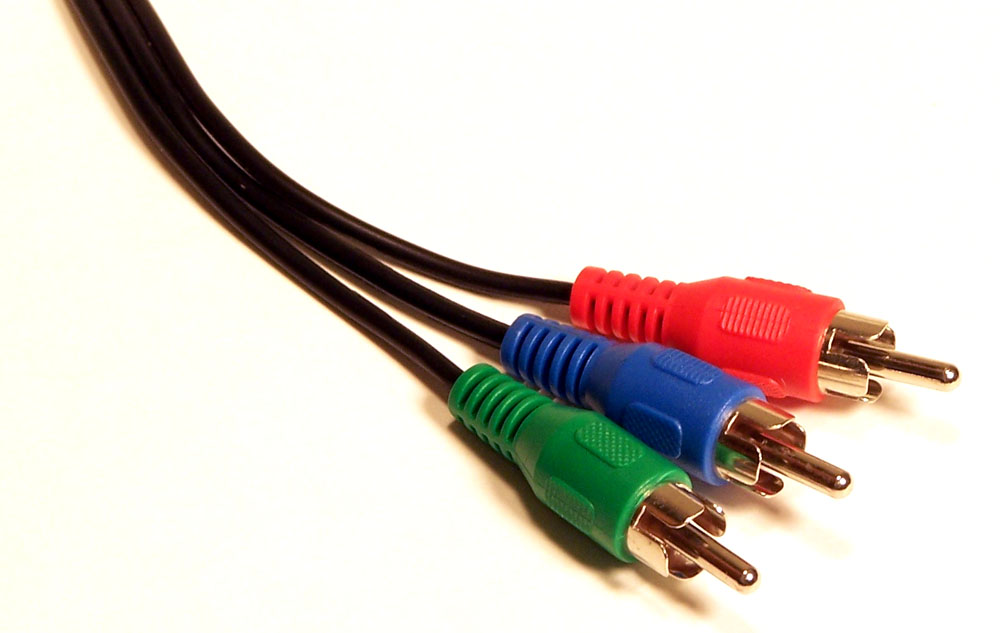
Video a componenti
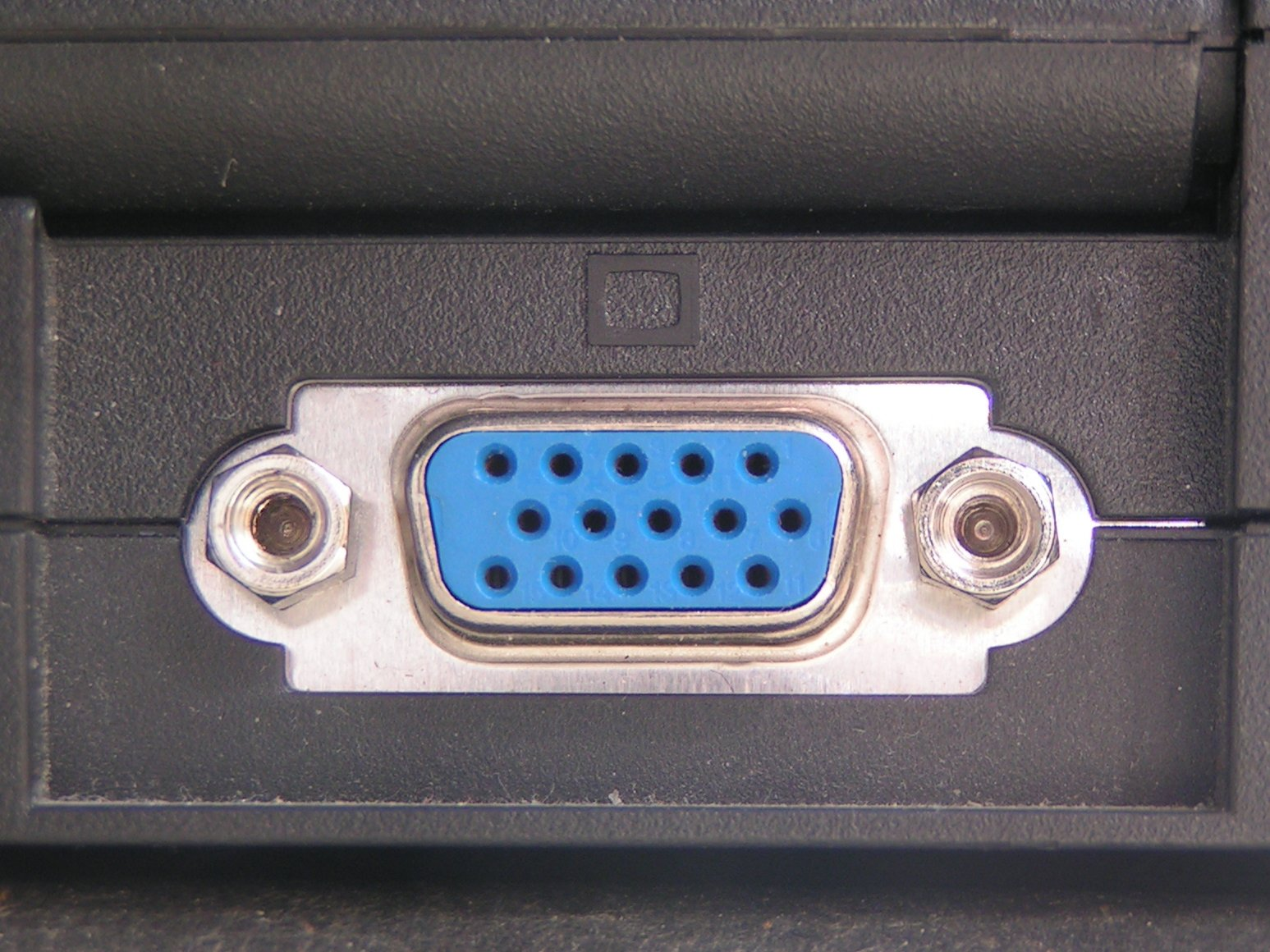
VGA, RGB
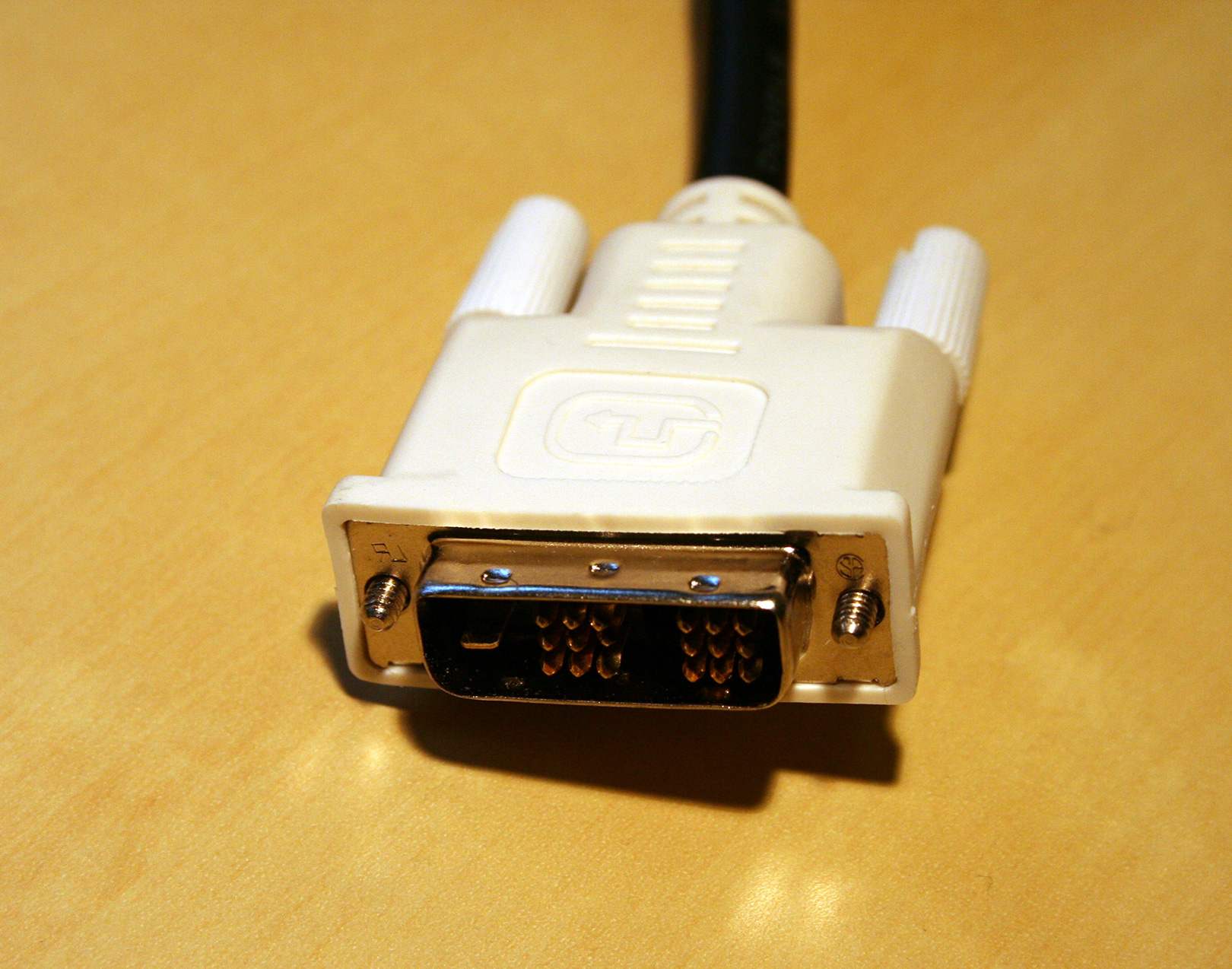
DVI

## Tipi di connettori audio

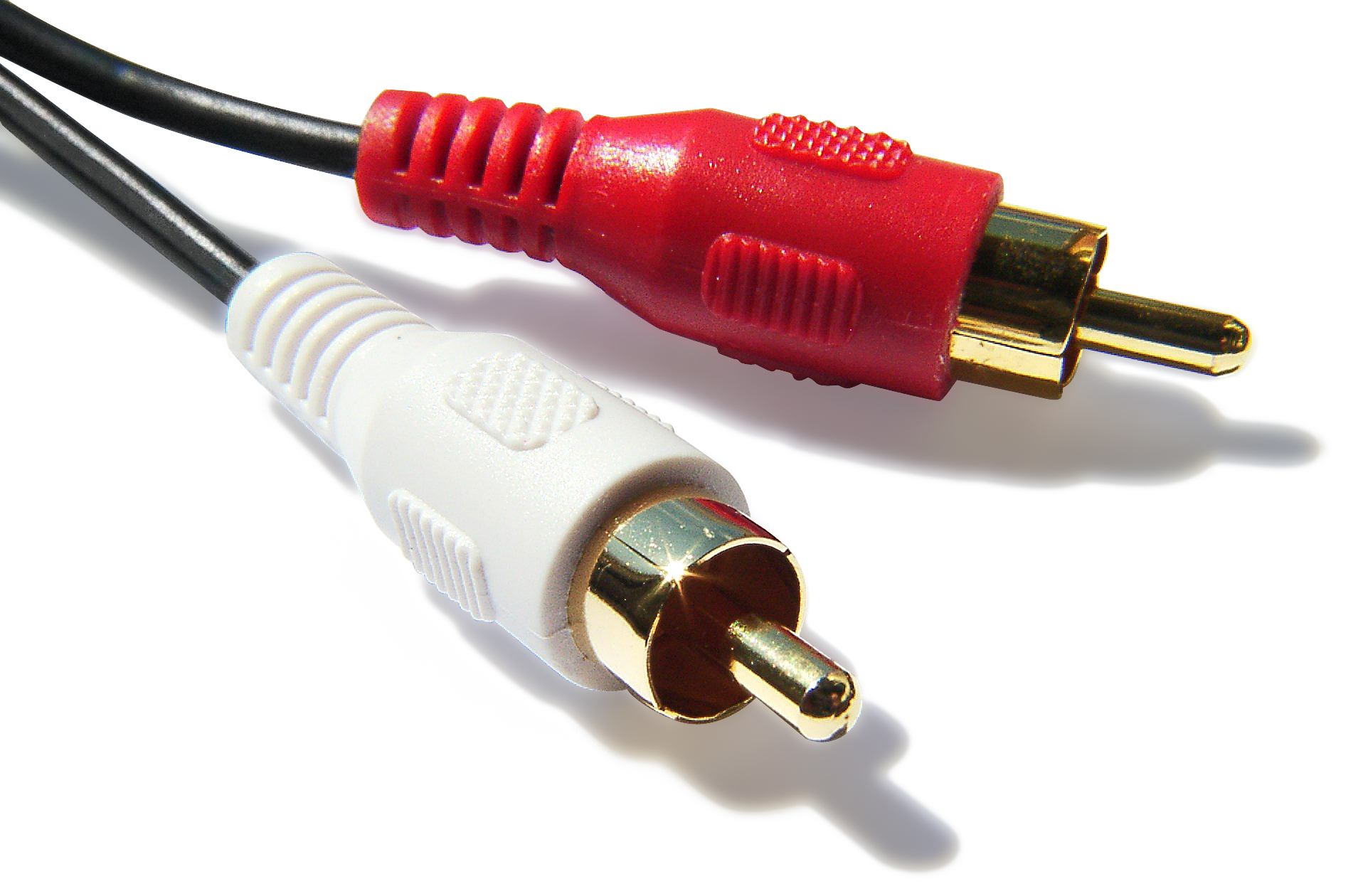
RCA (analogica)
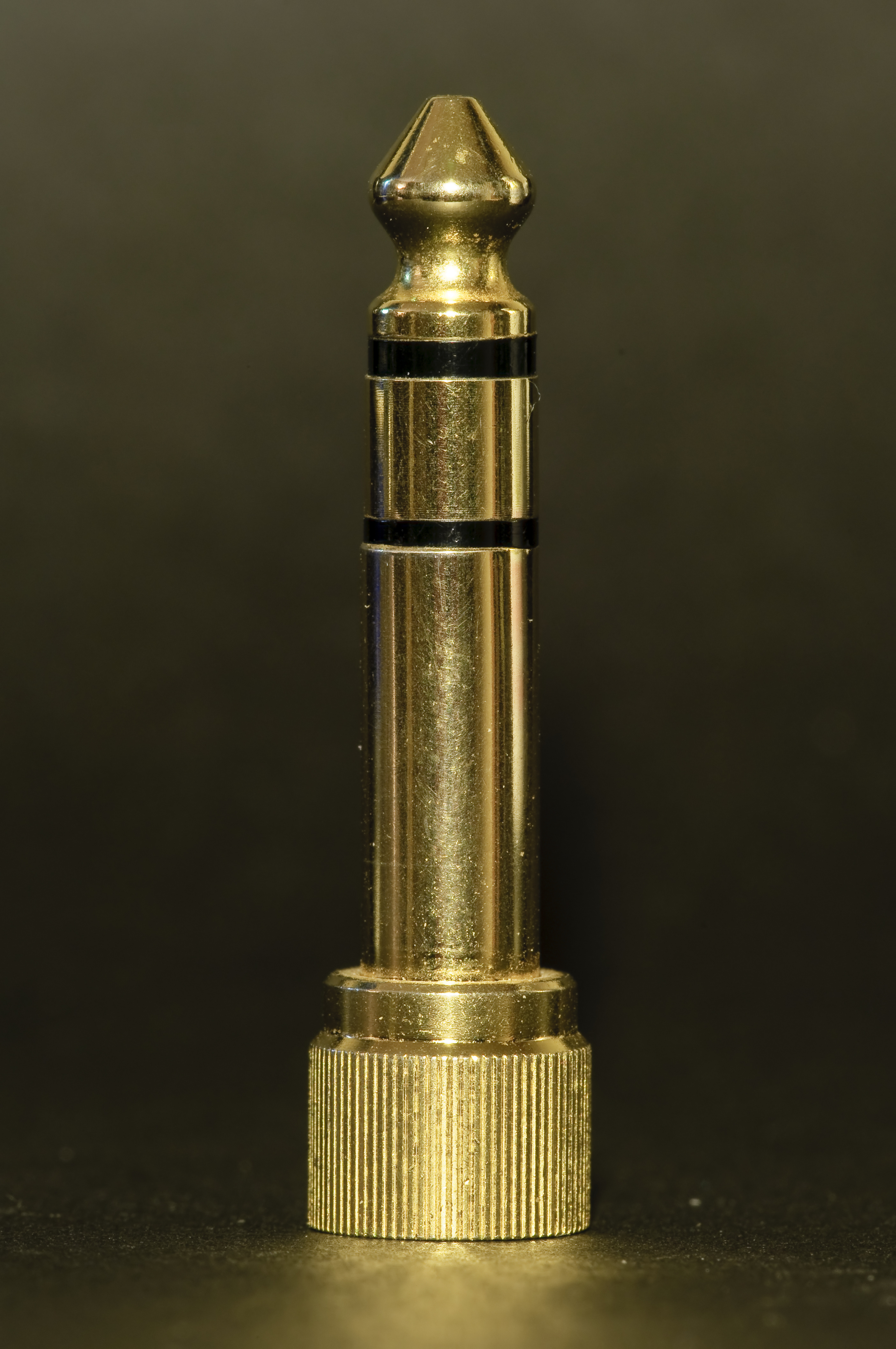
Jack 6.3mm/3.5.mm (analogica)
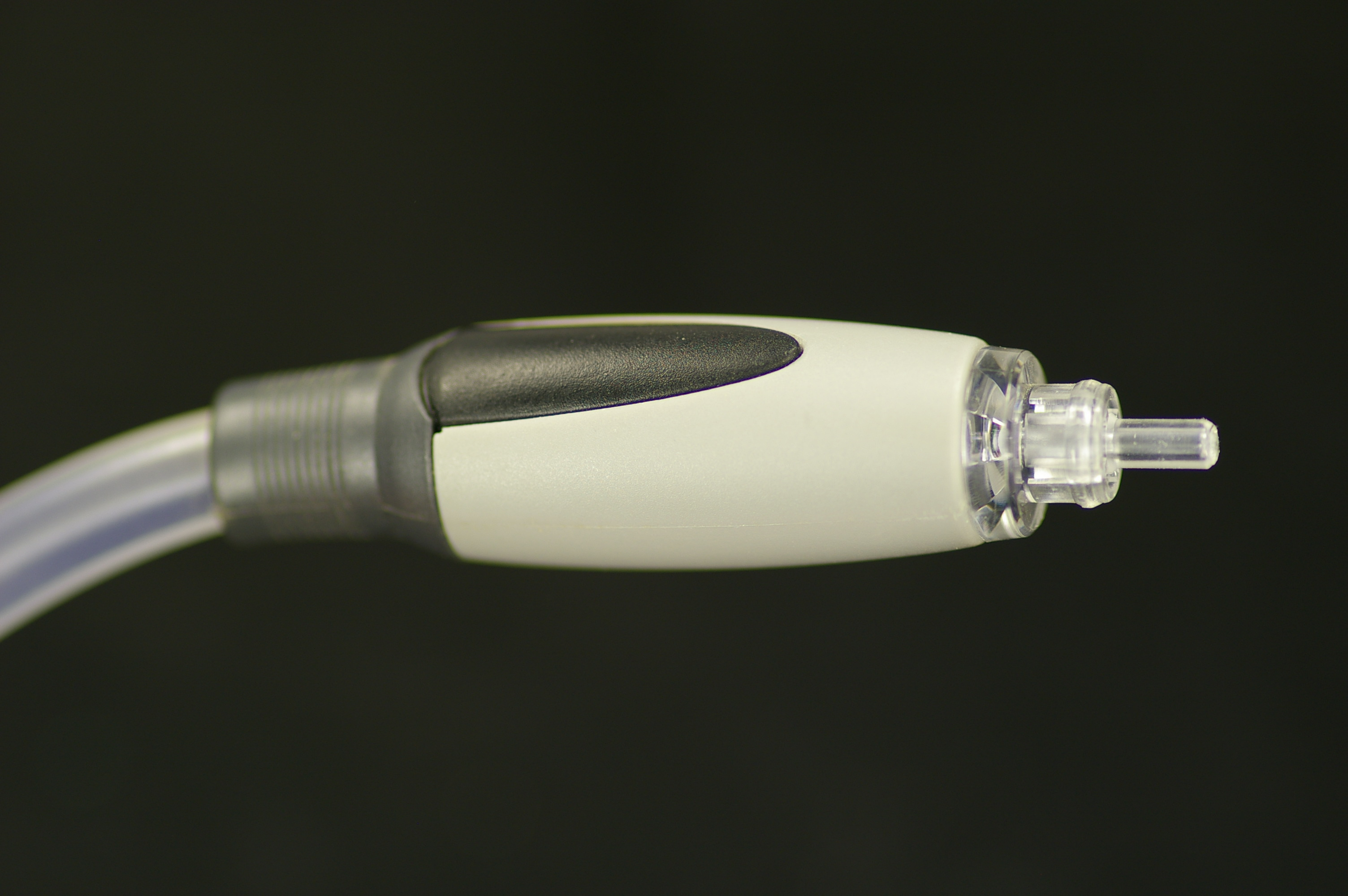
Ottica (digitale)
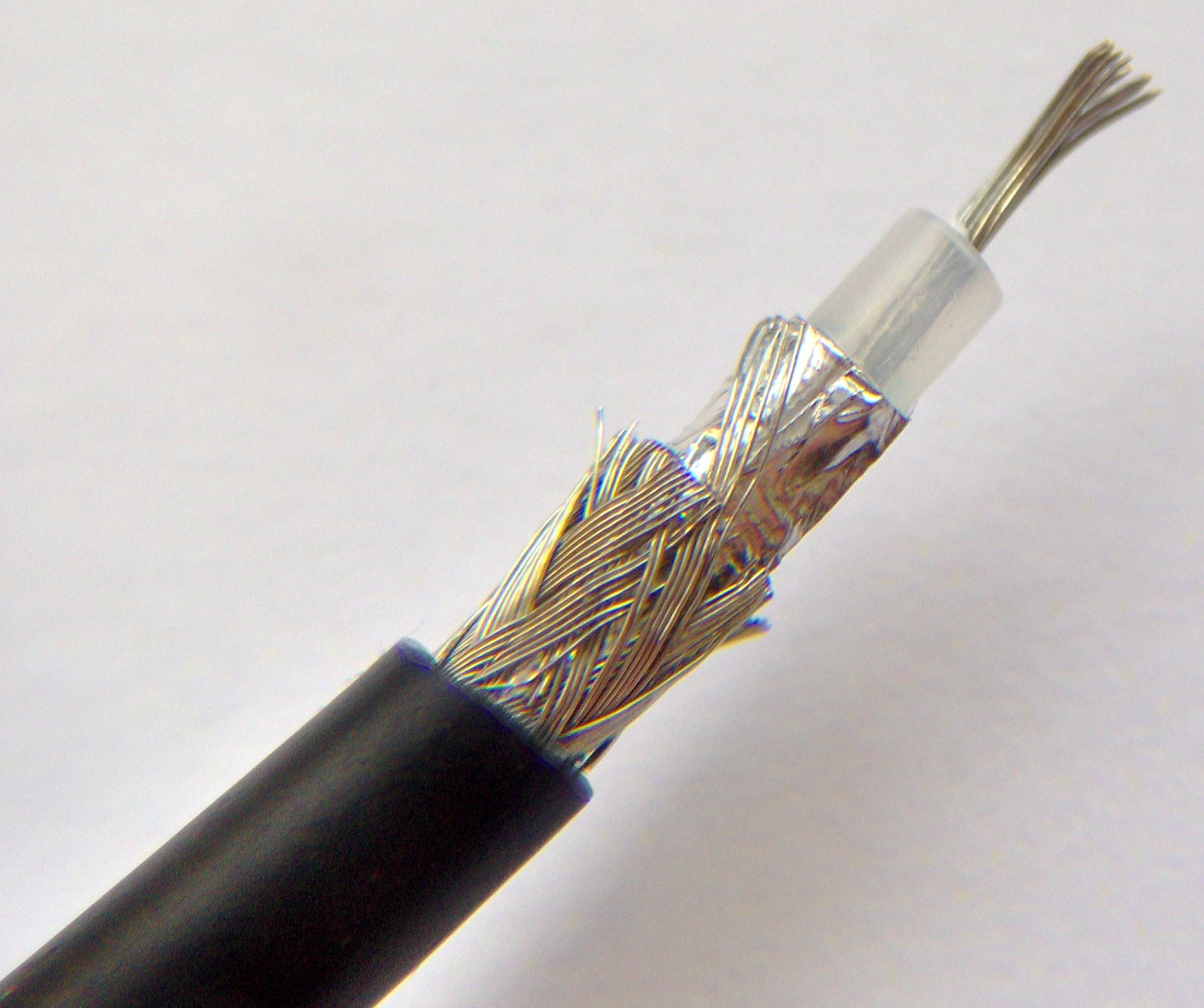
Coassiale (digitale)

## Tipi di connettori audio/video

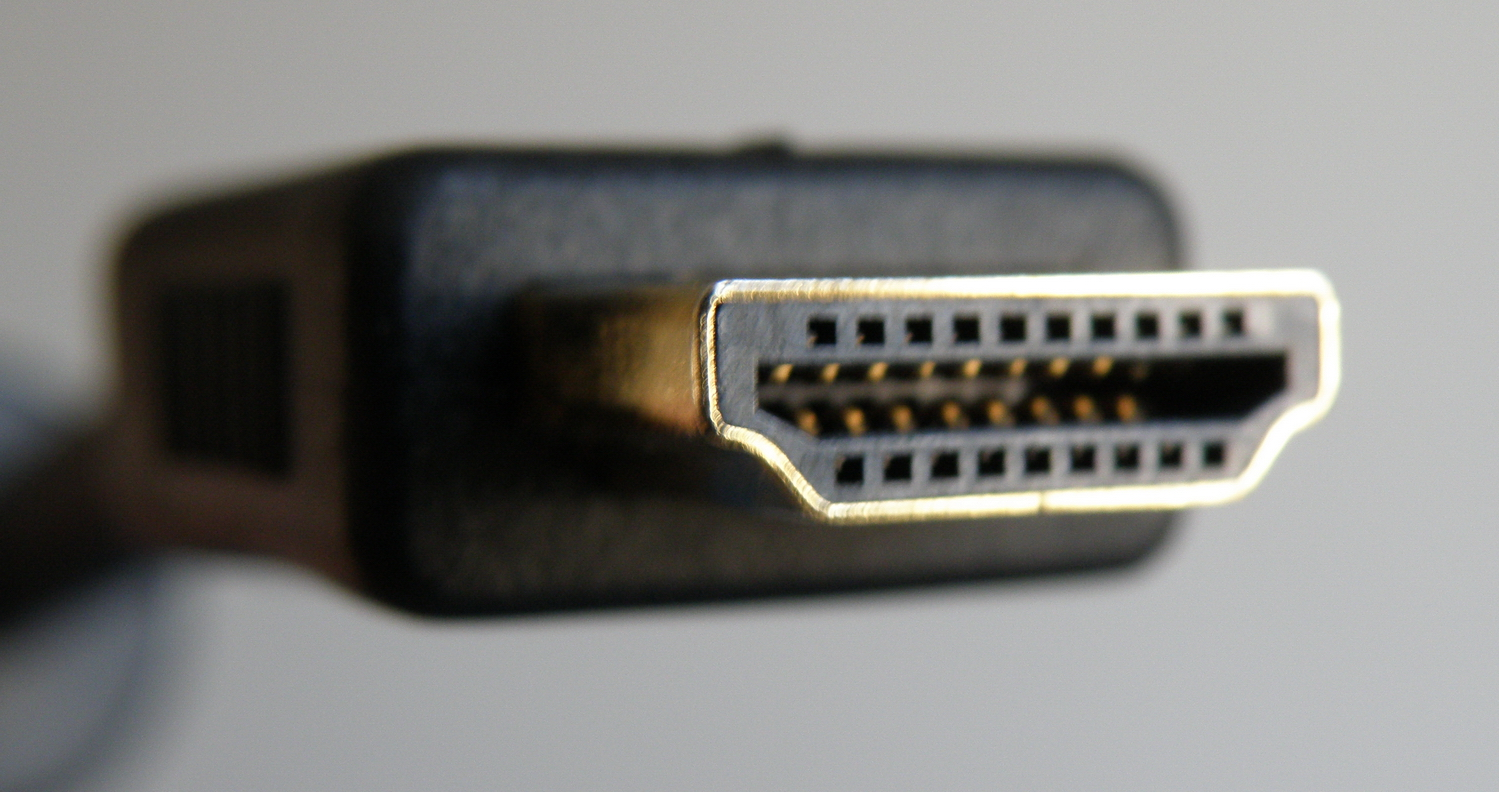
HDMI
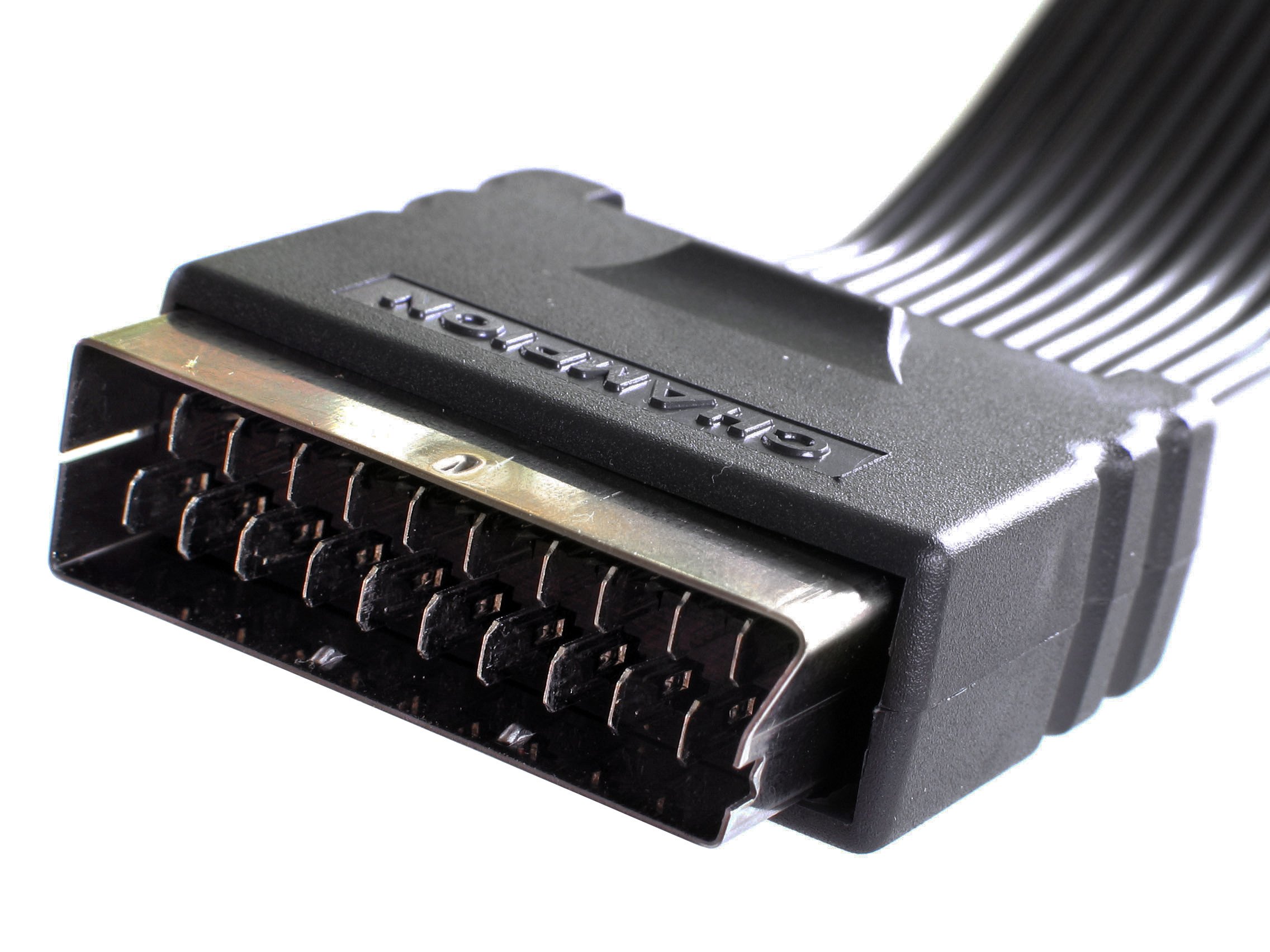
SCART
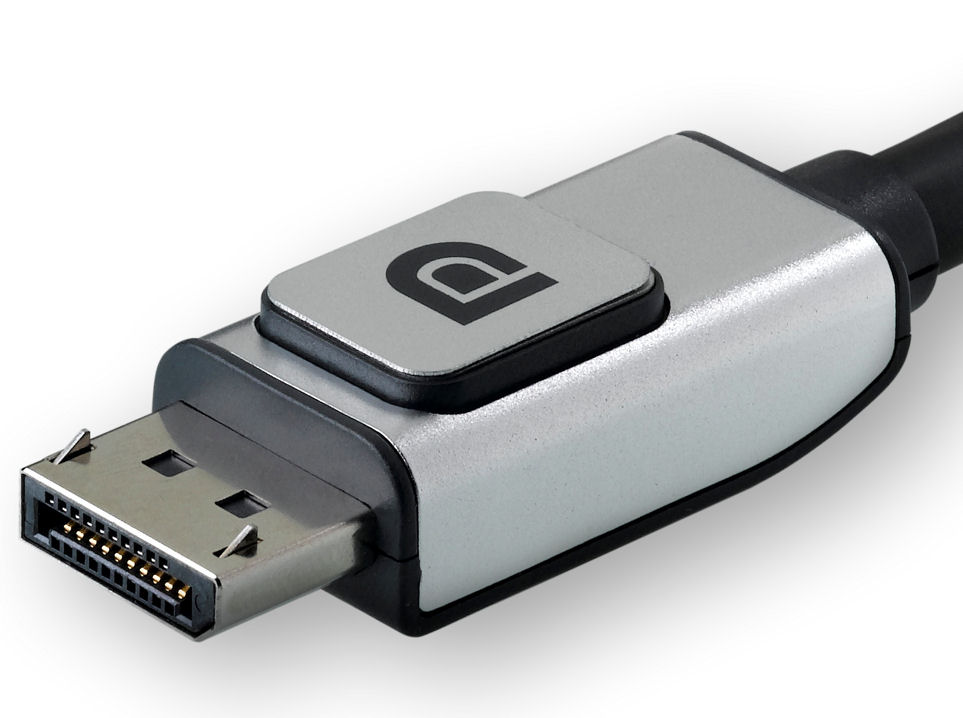
DisplayPort